# Cantonul Montmarault
Cantonul Montmarault este un canton din arondismentul Montluçon, departamentul Allier, regiunea Auvergne, Franța.

## Comune
- Beaune-d'Allier
- Bézenet
- Blomard
- Chappes
- Chavenon
- Doyet
- Louroux-de-Beaune
- Montmarault (reședință)
- Montvicq
- Murat
- Saint-Bonnet-de-Four
- Saint-Marcel-en-Murat
- Saint-Priest-en-Murat
- Sazeret
- Vernusse
- Villefranche-d'Allier